# Michiel (radioprogramma)
Michiel (voorheen MetMichiel) was een radioprogramma op NPO 3FM. Het werd elke maandag t/m vrijdag uitgezonden tussen 9.00 en 12.00 uur. Het programma werd gepresenteerd door Michiel Veenstra.

## Geschiedenis
Het programma begon als een avondprogramma in oktober 2005 en werd van maandag tot en met donderdag uitgezonden van 20.00 uur tot 22.00 uur. Vanaf 4 september 2006 werd de zendtijd uitgebreid en begon het programma een uur eerder, om 19.00 uur.
In augustus 2007 werd MetMichiel genomineerd voor een Marconi Award in de categorie Beste Programma. Tijdens de uitreikingen op 6 september 2007 werd de prijs echter gewonnen door Giel Beelen met zijn programma GIEL.
Vanaf 6 januari 2014 wordt het programma in de ochtend uitgezonden tussen 10.00 en 12.00 uur, en nam daarmee de plaats in van @Work van Domien Verschuuren, die op zijn beurt het oude tijdslot van MetMichiel in de avond overnam met het programma Dit is Domien. MetMichiel zal in de ochtend meer aandacht besteden aan oudere klassiekers, in tegenstelling tot MetMichiel in de avond, wat zich meer toespitste op nieuwe muziek. Op 14 november 2016 is de naam MetMichiel omgedoopt tot Michiel. Ook is het programma sindsdien een uur langer te horen, namelijk van 9.00 tot 12.00 uur.
De slagzin MetMichiel, Welke Michiel? Veenstra, Veenstra!!! is samengesteld uit een uitspraak van Willem-Alexander ("Welke Michiel?") en de tekst "VEENSTRA VEENSTRA" is ingesproken door vriend en oud-collega Gerard Ekdom.
Uniek in het programma was de MetMichiel-badeend als mascotte van het programma. Jarenlang konden luisteraars er één winnen door mee te doen aan een van de spelletjes van het programma. De badeend maakte ook deel uit van de vormgeving van de website. In januari 2012 werd bekendgemaakt gemaakt dat de badeend zou verdwijnen als mascotte van het programma.
Timur Perlin, Roosmarijn Reijmer, Paul Rabbering & Domien Verschuuren waren Veenstra's vaste vervanger, sinds 2017 was dat Jorien Renkema. In augustus 2011 werd Veenstra echter een week lang vervangen door Barend van Deelen toen Veenstra verstek moest laten gaan wegens een abces achter zijn amandelen.
In september 2018 werd bekendgemaakt dat Michiel op 12 oktober stopt bij NPO 3FM. Die dag maakte hij zijn laatste uitzending.

## Vaste onderdelen
Enkele vaste onderdelen uit het programma waren:
- Listomania Op basis van een actueel thema maakt Veenstra een lijst met toepasselijke platen waarvan een aantal gedraaid worden tijdens de uitzending.
- 5 Essential Tracks Aan de hand van interviews met artiesten geeft Veenstra extra aandacht aan een artiest, album of ander pop-gerelateerd fenomeen.
- De openingszin Aan de hand van het voordragen van de eerste zin van een liedje moet de plaat en artiest geraden worden.
- Raad de openingsplaat Bij GIEL en op Twitter wordt een aanwijzing gegeven, waarna de luisteraars moeten raden wat de openingsplaat van het programma is.
- Nieuwe Muziek (vroeger singlestrijd) Veenstra draait een nieuw nummer. Luisteraars kunnen vervolgens door middel van SMS of internet laten weten wat ze ervan vinden. Aan de hand hiervan wordt bepaald of dat nummer vaker zal worden gedraaid op NPO 3FM.
- Wincode (vroeger popkwis) Veenstra stelt drie waar/nietwaarvragen, waarbij de luisteraars kunnen kiezen voor A, ja of B, nee. Luisteraars kunnen de ontstane code door-sms'en naar NPO 3FM. Veenstra belt vervolgens een kandidaat terug, die door raden van de minimash-up nog 5 prijzen kan winnen.
- MegaTop 5 (sinds jan. 2009) Veenstra bestudeert dagelijks de verschuivingen in de Top 5 van de 3FM Mega Top 50 aan het begin van het programma. Dit onderdeel kwam in 2014 niet meer terug in de ochtend, het werd tot februari 2015 overgenomen door het nieuwe avondprogramma Dit is Domien.